# Schlichte (Fertigungstechnik)
Der Begriff Schlichte stammt ursprünglich aus dem Gebiet der Fertigungstechnik. Mit „schlichten“ bezeichnet man das Glätten der Oberfläche von Werkstücken.

## Gießereitechnik
Im Bereich der Gießereitechnik sind Schlichten Überzugsstoffe, die auf Formen und Kerne aufgetragen werden, um die poröse Formteiloberfläche zu glätten. Dazu benutzt man fein gemahlene feuerfeste bis hochfeuerfeste Stoffe als Grundmaterial. Die Überzugsschicht isoliert den Untergrund und schützt vor thermischer Belastung durch die Metallschmelze.

## Textilindustrie
Die Schlichte ist eine Imprägnierflüssigkeit, welche auf textile Fäden etwa durch Sprühen oder Tauchen vor der Weiterverarbeitung wie dem Weben aufgebracht wird. Ein beschlichteter Faden ist geschmeidiger und widerstandsfähiger gegen mechanische Belastung. Ohne Beschlichtung kann ein Kettfaden durch die ständige Reibung am Schussfaden leicht brüchig werden und schließlich reißen.
Beschlichtet werden natürliche Fasern wie auch technische Fasern (Kunststofffasern, Kohlenstofffasern, Glasfasern). Je nach Anwendung kann sich die Rezeptur der Schlichte stark unterscheiden.

### Schlichte für Naturfasern
Stärkederivat in wässriger Lösung. Vor dem Auftragen kann der Faden befeuchtet werden, um seine Saugfähigkeit zu verringern, damit die Schlichte an der Oberfläche bleibt. Früher wurde Schlichte aus mit Wasser gemischtem Weizenmehl oder Leim hergestellt, in der modernen Webindustrie werden spezielle Chemikalien verwendet. Die Schlichte wird mit dem ersten Waschen eines Webstücks entfernt.
Schlichtemittel wie PVA, Natrium-Carboxymethylcellulose (CMC) und PAC werden in modernen Textilbetrieben nach dem Waschen aus der Flotte recycelt und in den Produktionsprozess zurückgeführt.

## Glasfaserschlichten
Glasfasern werden mit hoher Geschwindigkeit aus der Schmelze gezogen. Die Dicke der Fasern wird durch die Größe der Düsen und die Abzugsgeschwindigkeit bestimmt. Die heißen Fasern werden durch Besprühen mit Wasser abgekühlt, über eine Tauchrolle mit Schlichte benetzt und die Einzelfilamente unmittelbar anschließend zu Rovings gebündelt.
Die Schlichte hat mehrere Funktionen: Die Rovings werden durch die Schlichtebindemittel verklebt und erhalten damit ausreichende Stabilität gegen Abrieb beim Transport sowie gegen Ausreißen von einzelnen Fasern oder Bruch. Da die Schlichte gewöhnlich Wasser als Verdünnungsmittel enthält, müssen die Rovings getrocknet werden. Hierzu werden sie entweder nass aufgewickelt (zu sog. cakes) und dann getrocknet oder nass verarbeitet und später getrocknet wie beispielsweise bei der Herstellung von chopped strands, die zur Verstärkung in thermoplastischen Kunststoffen eingearbeitet werden.

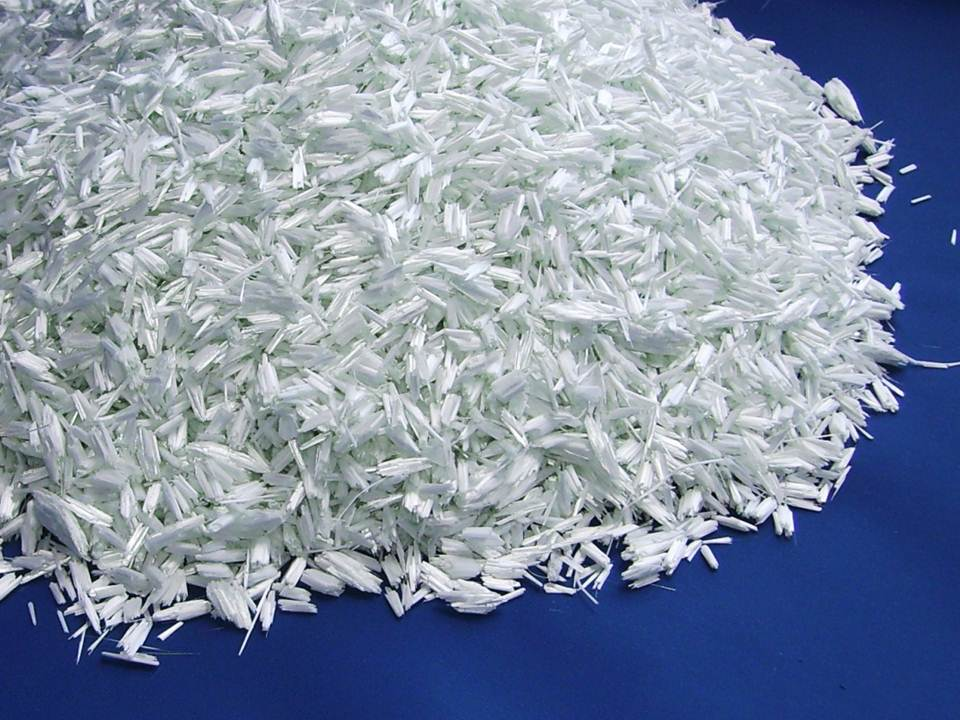
Chopped strands: mit Polyurethandispersion geschlichtete und geschnittene Glasfasern für die Thermoplastverstärkung

Die Art der eingesetzten Schlichtebindemittel hängt von der späteren Verwendung der Fasern ab. Es werden Polymerdispersionen aus Ethylenvinylacetat, Polyester, Epoxidharz, Polyurethan, aber auch Naturstoffe wie Stärke eingesetzt. In die Schlichteformulierungen auf Basis von Polymeren gehen auch noch andere Hilfsmittel wie Antistatika, Gleitmittel und Haftvermittler wie Silane ein. Der Gewichtsanteil von Schlichte an der getrockneten Glasfaser liegt bei ca. 0,5 %.
Bei glasfaserverstärkten Kunststoffen wird der mechanische Verbund zwischen Kunststoffmatrix und Glasoberfläche maßgeblich von der Schlichte bewirkt, die damit qualitätsbestimmend für den fertigen Verbundwerkstoff ist. Nur bei ausreichendem Verbund können die Glasfasern mechanische Kräfte aus der Matrix übernehmen und dem Verbundkörper ausreichende Festigkeit verleihen.
Bei Thermoplasten wie z. B. Polyamid werden üblicherweise Polyester- und Epoxidharzschlichten verwendet; bei Duroplasten sind Polyurethanschlichten geläufig.